# 马里图列克
马里图列克（羅馬化：Mari-Turek）是俄罗斯马里埃尔共和国的市级镇、马里图列克区行政中心，地处马里埃尔共和国东部，在共和国首府约什卡尔奥拉东偏北方。伏尔加河流域内一条小河图列奇卡河（Туречка）流经该地。
该地2021年人口有4,024人；2010年人口5,164；2002年人口5,973；1989年人口6,098。